# Силаш
Жо́рже Мануэ́л Ребе́лу Ферна́ндеш (порт. Jorge Manuel Rebelo Fernandes; род. 1 сентября 1976, Лиссабон) — португальский футболист, полузащитник. Тренер.

## Клубная карьера
Силаш родился в Лиссабоне, Португалия. Дебютировал в профессиональном футболе в местном «Атлетико Португал». В 1998 году переехал в Испанию, став игроком клуба «Сеута». Также побывал в аренде в клубе «Эльче», выступающем в Сегунде. Первым серьёзным успехом игрока стало выступление в команде «Униан Лейрия», с которой он дважды финишировал в первой шестёрке португальской Премьер-лиги, также добравшись до финала Кубка Португалии в 2003 году. В течение сезона 2001/02 играл под руководством известного специалиста Жозе Моуринью, а в следующем году впервые выступил за сборную Португалии в товарищеском победном матче с Македонией (1:0) 3 апреля 2003 года. Позже сыграл ещё дважды — против Парагвая и Боливии. В июле 2003 года Силаш подписал контракт с новичком английской Премьер-лиги «Вулверхэмптон Уондерерс» за первоначальный взнос в размере 1 миллион фунтов стерлингов.